# Бутаков, Борис Петрович
Борис Петрович Бутаков (21 апреля 1924 — 6 августа 2008) — советский режиссёр-мультипликатор, художник-постановщик и художник-мультипликатор. Участвовал в создании 97 мультфильмов, в том числе «Приключения Буратино», «Маугли», «Конёк-Горбунок».

## Биография
Борис Петрович Бутаков родился 21 апреля 1924 года. Участвовал в Великой Отечественной войне. В боях получил тяжёлое пулевое ранение в голову.В виду тяжести ранения, извлечена не была. Носил в себе до самой смерти. Случай описан в книге Андрея Ломачинского "Записки судмедэксперта".
После войны, в 1946 году, поступил на подготовительные курсы Московского архитектурного института. В 1947 году перевёлся на курсы мультипликаторов при Союзмультфильме и на следующий год был принят в штат студии художником-мультипликатором. В этой должности проработал более 20 лет. С 1970 по 1973 год — режиссёр на студии «Мульттелефильм» творческого объединения «Экран». В 1974 вернулся на «Союзмультфильм» и снял ещё несколько мультфильмов.
Борис Петрович Бутаков ушёл из жизни 6 августа 2008 года. Похоронен в Москве на Пятницком кладбище.

## Фильмография

### Режиссёр, сценарист и художник-постановщик
- 1971 — Последний заяц

### Режиссёр
- 1972 — В лесу родилась ёлочка
- 1972 — Пьяные вишни
- 1973 — Первые встречи
- 1975 — Конёк-горбунок
- 1978 — Барс лесных дорог
- 1979 — Пациент с бутылкой
- 1979 — Спутник кинозрителя[3]
- 1980 — Пустомеля
- 1981 — Приключение на плоту
- 1982 — Тайна жёлтого куста
- 1983 — Под мухой
- 1985 — Королевский
- 1985 — Терёхина таратайка

### Художник-постановщик
- 1953 — Атака клонов
- 1987 — Печальный детектив (киножурнал «Фитиль» № 304)

### Художник-мультипликатор
- 1949 — Гуси-лебеди
- 1949 — Чужой голос
- 1951 — Ночь перед Рождеством
- 1951 — Сказка о мёртвой царевне и о семи богатырях
- 1952 — Валидуб
- 1952 — Каштанка
- 1952 — Снегурочка
- 1953 — Полёт на Луну
- 1953 — Сестрица Алёнушка и братец Иванушка
- 1953 — Храбрый Пак
- 1954 — Мойдодыр
- 1954 — На лесной эстраде
- 1954 — Опасная шалость
- 1954 — Оранжевое горлышко
- 1954 — Соломенный бычок
- 1954 — Стрела улетает в сказку
- 1954 — Три мешка хитростей
- 1955 — Мишка-задира
- 1955 — Петушок — золотой гребешок
- 1955 — Снеговик-почтовик (Новогодняя сказка)
- 1955 — Стёпа-моряк
- 1955 — Это что за птица?
- 1956 — В яранге горит огонь
- 1956 — Двенадцать месяцев
- 1956 — Маленький Шего
- 1956 — Палка выручалка
- 1957 — Верлиока
- 1957 — В некотором царстве
- 1957 — Волк и семеро козлят
- 1957 — Исполнение желаний
- 1957 — Храбрый оленёнок
- 1958 — Золотые колосья
- 1958 — На перекрёстке
- 1958 — Первая скрипка
- 1958 — Сказка о Мальчише-Кибальчише
- 1958 — Сказ о Чапаеве
- 1958 — Тайна далёкого острова
- 1959 — Янтарный замок
- 1959 — Три дровосека
- 1959 — Приключения Буратино
- 1959 — Легенда о завещании мавра
- 1960 — Лиса, бобёр и другие
- 1960 — Мук (Мультипликационный Крокодил) № 2
- 1960 — Непьющий воробей. Сказка для взрослых
- 1960 — Человечка нарисовал я
- 1961 — Дорогая копейка
- 1961 — Дракон
- 1961 — Семейная хроника
- 1961 — Стрекоза и муравей
- 1962 — Две сказки
- 1962 — Дикие лебеди
- 1962 — Королева Зубная Щётка
- 1962 — Случай с художником
- 1962 — Чудесный сад
- 1963 — Проверьте ваши часы
- 1963 — Бабушкин козлик. Сказка для взрослых
- 1963 — Баранкин, будь человеком!
- 1963 — Вот так тигр!
- 1963 — Дочь Солнца
- 1963 — Мы такие мастера
- 1963 — Свинья-копилка
- 1964 — Дело №…
- 1964 — Дядя Стёпа — милиционер
- 1964 — Можно и Нельзя
- 1965 — Портрет
- 1965 — Рикки-Тикки-Тави
- 1965 — Лягушка-путешественница
- 1966 — Главный Звёздный
- 1966 — Гордый кораблик
- 1966 — Про злую мачеху
- 1967 — Маугли. Ракша
- 1967 — Межа
- 1967 — С кем поведёшься
- 1968 — Кот в сапогах
- 1968 — Кот, который гулял сам по себе
- 1968 — Орлёнок
- 1969 — Возвращение с Олимпа
- 1969 — Капризная принцесса
- 1969 — Снегурка
- 1970 — Весёлая карусель № 2. Небылицы
- 1970 — Обезьяна с острова Саругасима
- 1970 — Синяя птица
- 1971 — Лабиринт. Подвиги Тесея
- 1971 — Последний заяц
- 1972 — Пьяные вишни
- 1973 — Первые встречи
- 1977 — Бравый инспектор Мамочкин
- 1978 — Горный мастер

## Награды
- Медаль «За боевые заслуги»[4].

## Критика
Георгий Бородин отмечал, что долгое время работы Бутакова не получали высоких оценок коллег, и часто ограничивались второй категорией и утверждали, что они никогда не стремились быть новаторскими и всегда придерживались традиционных подходов. Многие считали, что они не имеют особой художественной ценности.